# Julio Zanotta
Julio Zanotta Vieira  (Pelotas, 18 de agosto de 1950 –  Porto Alegre, 19 de novembro de 2024) foi um dramaturgo, contista e romancista brasileiro.
Reconhecido como um dos dramaturgos mais representativos do Rio Grande do Sul, foi autor de peças notáveis pela sua contundência, marcadas pela paródia e iconoclastia. Foi um dos fundadores do grupo Ói Nóis Aqui Traveiz, referência no teatro porto-alegrense. Entre suas obras mais reconhecidas, está a premiada Milkshakespeare.
Ao longo de sua carreira, publicou mais de uma dezena de livros, entre romances e novelas ficcionais.
Devido ao caráter controverso e contestador de sua obra, foi perseguido pela ditadura militar e pela censura.

## Biografia
Julio Zanotta cresceu na cidade de Pelotas, em meio às antigas obras das bibliotecas pessoais de sua avó e de seu pai, o que contribuiu para seu apreço pela literatura desde a infância. Durante esse período, abdicou das brincadeiras de rua com outras crianças para ler uma série de obras clássicas, tendo, aos nove anos, lido O Amante de Lady Chatterley, obra que impactou diretamente sua formação pessoal.
Seus distúrbios de conduta resultaram em consultas psiquiátricas desde a infância, e, aos onze anos, ele foi internado em uma clínica por seus pais.
Iniciou sua carreira de escritor ainda na adolescência, e, já residindo em Porto Alegre, aos 19 anos, obteve sua primeira conquista profissional quando seu conto "Pequeno" foi vencedor da primeira edição do Prêmio Vivita Cartier, realizado em Caxias do Sul, em 1969.
Aos 20 anos, já era jornalista do Diário de Notícias e cursava Filosofia. Nesse período, envolveu-se com movimentos estudantis e deixou o país em 1973 por problemas políticos.
Zanotta envolveu-se com o teatro na segunda metade da década de 1970, fundando em Porto Alegre o grupo Ói Nóis Aqui Traveiz, do qual fez parte até 1978. Escreveu e dirigiu peças até 2019, apresentando-as no Brasil e em países da América Latina. Devido ao caráter anárquico e contestador de suas peças, foi censurado e perseguido durante a ditadura militar.
Durante a década de 1990, em meio à sua carreira no teatro, abriu sua própria livraria, Ao Pé da Letra. Tornou-se reconhecido como um dos livreiros mais respeitados da capital gaúcha e publicou suas primeiras obras de ficção. Nesse período, também coordenou a Feira do Livro de Porto Alegre e foi presidente da Câmara Rio-Grandense do Livro. Em 2023, retornou ao segmento ao inaugurar a Livraria Absurda, em Porto Alegre.
Faleceu no dia 19 de novembro de 2024, por conta de um câncer de fígado.
Julio Zanotta teve quatro filhos, com quatro mulheres diferentes.

## Carreira

### 1978-1979: As primeiras peças teatrais
Na segunda metade da década de 1970, Julio Zanotta fundou o grupo teatral Ói Nóis Aqui Traveiz e alugou o espaço que foi palco para as apresentações do grupo. Durante esse período, ele escreveu as primeiras peças encenadas pelo grupo em 1978: A Divina Proporção e A Felicidade Não Esperneia Patati-Patatá.
O caráter anárquico e caótico dessas obras, em pleno contexto de repressão militar, rapidamente atraiu a atenção tanto da crítica especializada quanto das autoridades locais, que acabaram interditando o espaço de apresentações do grupo.
No ano seguinte, após deixar o grupo, Zanotta buscou uma nova proposta teatral, apostando em recursos técnicos e a contratação de atores profissionais. Em agosto de 1979, estreou no Teatro Renascença, em Porto Alegre, com a peça A Libertação do Diretor Presidente, uma obra que abordava temas como fome e marginalização social, ambientada em um cenário ilustrado pela artista Maria Lídia Magliani.
O espetáculo foi bem recebido pela crítica, e Catulo Parra, que integrava o elenco, recebeu o Prêmio Açorianos de Melhor Ator em 1979.

### 1980-1982:As Cinzas do Generale a apresentação deMaríliano exterior
Em novembro de 1980, Zanotta enfrentou problemas com a censura por conta do conteúdo de suas peças. Em As Cinzas do General, que também foi adaptada para os quadrinhos, ele fez críticas diretas ao regime militar e defendeu a legalização da maconha. O texto original foi inicialmente censurado, mas liberado posteriormente com cortes. No entanto, Zanotta desafiou a censura e encenou a peça na íntegra no Teatro 1 de Porto Alegre, o que o levou a ser perseguido pela polícia federal.
Durante uma operação de busca e apreensão, a polícia confiscou 1.500 exemplares da versão em quadrinhos da peça, tanto no teatro quanto na gráfica onde eram impressos. Zanotta foi indiciado por indução ao uso de entorpecentes, mas o processo foi arquivado.
Em 1981, fugindo das perseguições, Zanotta deixou o país pela segunda vez, atravessando a fronteira pelo Acre com um passaporte falso, acompanhado de sua companheira. Ele transitou pela América Latina com o apoio de uma rede de solidariedade que auxiliava refugiados políticos. Durante o exílio, Zanotta passou por países como Peru, Equador e Colômbia, sustentando-se com trabalhos no teatro e jornalismo. Nesse período, apresentou sua nova peça Marília, interpretada por Lisaura Andrea Souto, sua companheira.

### 1983-1988: Retorno ao Brasil e as últimas peças no século XX
Zanotta retornou ao Brasil em 1983, refugiando-se inicialmente no sul da Bahia, em Trancoso, antes de retornar a Porto Alegre. Na segunda metade da década de 1980, Julio Zanotta produziu dois espetáculos em Porto Alegre. O primeiro foi Nietzsche no Paraguay (1986), seguido por Proezas e Virtudes do Prudente Presidente que por um Olho chorava Leite e pelo outro Azeite (1988). Nesta última peça, Zanotta criou dois personagens satíricos candidatos à presidência da república: Pepê Mequetrefe e seu vice, o senador Culutos. Para promover o espetáculo, o elenco realizava intervenções artísticas em bares da cidade, apresentando as propostas de campanha dos personagens, enquanto a peça cumpria temporada no Teatro Renascença.

### 1990-1998: Livrarias e obras de ficção
No início da década de 1990, Julio Zanotta tornou-se empresário do ramo livreiro e abriu a livraria Ao Pé da Letra em Porto Alegre, com filiais em Florianópolis e Curitiba. Ele rapidamente ganhou reconhecimento como um dos livreiros mais respeitados da capital gaúcha. Em 1993, coordenou a 39ª edição da Feira do Livro de Porto Alegre, realizada pela Câmara Rio-Grandense do Livro, e, posteriormente, assumiu a presidência da instituição entre 1994 e 1997. Durante sua gestão, Zanotta foi responsável pela direção e modernização da Feira do Livro na capital. Em meio a esse período, publicou seus três primeiros livros de ficção: Louco (1995), Teatro Lixo (1996) e E Nas Coxilhas Não Vai Nada? (1997).

### 1999-2005: Teatro em Florianópolis e o Prêmio Funarte de Dramaturgia
Em 1999, Zanotta mudou-se para Florianópolis, no litoral de Santa Catarina, onde inaugurou a livraria Arte do Livro, especializada em obras raras, com um acervo que incluía exemplares originais do século XIX e obras publicadas no início do século XX.
Na capital catarinense, voltou a se dedicar à dramaturgia, após quase quinze anos afastado do ofício. Produziu e dirigiu dois espetáculos: Baudelaire (2002), que retratou de forma fictícia o encontro entre Mefistófeles e o poeta francês em seu leito de morte, e Louco – A Lenda Negra de Saxon Frobenius (2004), uma ópera rock que contava a história ficcional de um importante astrônomo dos Estados Unidos que matou e esquartejou a esposa em 1952, alegando ser assediado por demônios.
Em meio aos espetáculos, em 2003, Zanotta recebeu seu primeiro prêmio de expressão nacional, conquistando o Prêmio Funarte de Dramaturgia com o texto Milkshakespeare.
Já em 2005, Zanotta encontrava-se em profunda solidão e miséria na ilha de Florianópolis, quando saiu a sua anistia política referente à perseguição que sofreu na década de 1980. A partir disso, voltou a Porto Alegre e passou a dedicar-se exclusivamente à escrita.

### 2010-2019: Novos espetáculos na capital gaúcha
Em 2010, Zanotta foi indicado ao Prêmio Açorianos na categoria dramaturgia por Milkshakespeare, que vinha sendo encenado pela Cia. Teatral Face & Carretos. No mesmo ano, escreveu o texto da premiada peça Uma Fada no Freezer, especialmente para a atriz Ana Paula Schneider, que interpretou o personagem central do monólogo estreado em 2011 e que foi apresentado por cinco anos no estado gaúcho.
O ano de 2012 marcou a realização de seu musical teatral, O Apocalipse Segundo Santo Ernesto de la Higuera, que abordou o momento em que Deus convocou Che Guevara para lhe entregar o livro com os sete selos do Apocalipse, anunciando uma guerra entre anjos e demônios. Personagens icônicos como Carlos Gardel, Pancho Villa, Frida Kahlo e Marilyn Monroe foram trazidos à vida no espetáculo, que foi apresentado uma única vez no Teatro de Câmara Túlio Piva, sob a direção de Maurício Guzinski, e contou com mais de 50 intérpretes em cena, entre atores e bailarinos. Na ocasião, Zanotta lançou o seu quarto livro, com o mesmo nome do espetáculo.
Em 2013, foi homenageado pela Coordenação de Artes Cênicas de Porto Alegre com a realização da Semana Zanotta, um evento que apresentou, durante nove noites, leituras dramáticas de textos inéditos do dramaturgo, dirigidos e interpretados por importantes nomes do teatro gaúcho.
No ano de 2014, publicou seu quinto livro, a ficção distópica A Ninfa Dragão, lançada pelo selo "Scriptorium de Investigação para o Assassinato da Literatura", fundado por ele ao lado dos escritores Mario Pirata e Jorge Rein.
No ano seguinte, apresentou o musical A Guerra Civil de Gumercindo Saraiva, inspirado na violenta epopeia de Gumercindo Saraiva durante a Revolução Federalista de 1893. A peça foi encenada no Museu do Trabalho de Porto Alegre, entre máquinas antigas, ferramentas, peças manufaturadas e artefatos rústicos, e durante sua execução apresentava 17 canções cujas letras foram escritas pelo dramaturgo.
Ainda em 2015, coordenou a reforma do antigo auditório do Instituto Histórico e Geográfico do Rio Grande do Sul, transformando-o em uma sala de espetáculos. Ali, em 2016, montou a peça Ulisses no País das Maravilhas, que abordou a história de um escritor frustrado e dependente de drogas. A peça, que já havia sido apresentada em forma de leitura dramática na Semana Zanotta em 2013, foi modernizada, com música composta pelo maestro Vagner Cunha e cenografia assinada pelo artista plástico Gelson Radaelli.
No mesmo ano, o grupo teatral porto-alegrense Cambada de Teatro em Ação Direta encenou sua trilogia Lua de Mel em Buenos Aires, A Mulher Crucificada, O Beijo da Besta.
Em 2019, Zanotta estreou a peça Um Dia Sodoma, no Outro Gomorra, que apresentou as perigosas relações entre dois libertinos: o perverso carrasco Vargas e a devassa e deprimida Gilda.  A peça foi ambientada à luz de velas, entre fotografias do próprio espetáculo, assinadas pelo fotógrafo Gilberto Perin. Um Dia Sodoma, no Outro Gomorra era a primeira da Trilogia da Intolerância, que ainda contava com Que Graça Tem Esfaquear o Travesseiro? e A Farsa do Capitão Carijó, que seriam apresentadas em 2020, mas a sequência foi interrompida em virtude da pandemia nacional.

### 2021-2024: 50 anos de carreira e o retorno ao ramo livreiro
Em meio à pandemia, a editora paulista Giostri publicou duas obras de ficção inéditas de Zanotta: O Caralho Voador e Pisa Leve, ambas lançadas em 25 de novembro de 2021, no Memorial do Theatro São Pedro, em Porto Alegre. Durante o evento, o Coletivo Teatral Levanta Favela realizou intervenções cênicas, interpretando alguns dos personagens criados pelo dramaturgo ao longo de sua trajetória.
No ano seguinte, a Giostri lançou dez novos livros de Zanotta, incluindo algumas de suas obras clássicas, como Milkshakespeare, Baudelaire, Nietzsche no Paraguai, além de novas publicações, como A Escola de Escritores e Teatro Cruel. O lançamento ocorreu no Teatro Renascença, em 23 de setembro, e contou com performances artísticas, além de uma exposição que celebrava sua jornada profissional de meio século, com cartazes de espetáculos, jornais da época, críticas, fotos antigas e referências emotivas.
Em 2023, Zanotta foi agraciado com o Prêmio Açorianos por Milkshakespeare e fez seu retorno ao ramo livreiro ao inaugurar a livraria Absurda, localizada em Porto Alegre.

## Morte
Antes de falecer, Julio Zanotta superou um câncer de próstata, mas pouco depois foi diagnosticado com um câncer no fígado, que acabou por ser fatal. Morreu em 19 de novembro de 2024, em uma clínica onde passou seus últimos dias. Seu velório ocorreu no dia seguinte, na capela 9 do Cemitério Ecumênico João XXIII, em Porto Alegre.
Fiel à sua perspectiva sobre a morte, construiu seu próprio caixão e orientou os coveiros nos rituais que desejava ao seu redor.

## Projetos póstumos
Ao saber que lhe restavam poucas semanas de vida, escreveu o roteiro de um longa-metragem sobre sua própria morte. Um mês antes de falecer, passou duas semanas gravando cenas em Porto Alegre com seu filho, o cineasta Bernardo Zanotta, e uma pequena equipe. A produção incluiu visitas a cemitérios e funerárias, mas, devido ao avanço da doença, parte do roteiro não pôde ser filmada. Bernardo Zanotta segue trabalhando para concluir o filme, previamente intitulado A Alegria de Morrer, com lançamento previsto para 2026.
Zanotta também deixou ao filho ao menos três obras inéditas para publicação: uma coletânea de contos escritos no período em que morou em Trancoso, no início da década de 1980; um romance baseado em seu diário durante a turnê da peça Marília pela América Latina; e o romance inacabado Colapso e Destruição da Cidade de Porto Alegre, com mais de 500 páginas, iniciado por Zanotta na década de 1970.

## Homenagens e reconhecimentos

### Título honorífico de Cidadão de Porto Alegre
Em 1998, Julio Zanotta Vieira foi agraciado com o título de Cidadão Honorário de Porto Alegre, em reconhecimento à sua contribuição à cultura e ao cenário artístico da cidade. A homenagem foi proposta pelo vereador Adeli Sell e aprovada por unanimidade pela Câmara Municipal.

### Semana Julio Zanotta
Em 2013, Julio, foi homenageado pela Coordenação de Artes Cênicas (CAC) da Prefeitura de Porto Alegre pelos seus 35 anos de carreira. O evento Semana Zanotta contou com nove noites de leituras dramáticas de seus textos até então inéditos, dirigidos por importantes diretores da cena porto-alegrense. As apresentações ocorreram entre os dias 19 e 27 de agosto, na Sala Álvaro Moreyra. Os diretores Bob Bahlis, João de Ricardo, João Ubiratan Vieira, Roberto de Oliveira, Léo Maciel e Arlete Cunha foram responsáveis pelas leituras dramáticas da primeira semana do evento. As duas últimas noites foram dedicadas a um compilado de breves textos eróticos do dramaturgo, dirigidos por Daniel Colin e Tainah Dadda.

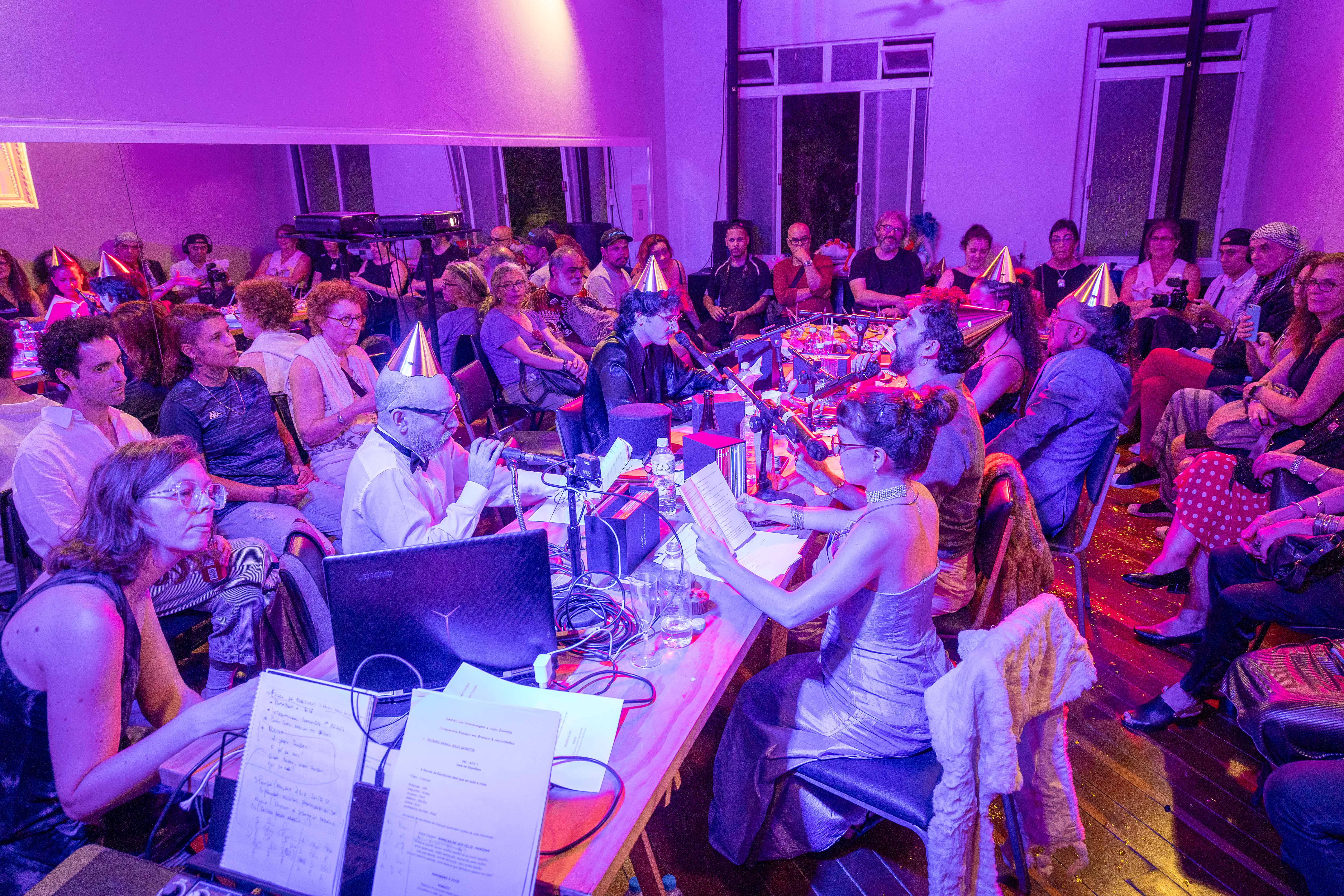
Homenagem póstuma à Julio Zanotta

Além de Julio Zanotta, outros dois artistas do teatro gaúcho já haviam sido homenageados pela CAC: Vera Karam, em 2009, e Ivo Bender, em 2011.

### Homenagem Póstuma
No dia 29 de novembro de 2024, Zanotta recebeu uma homenagem póstuma durante a 31ª edição do Porto Alegre em Cena. Organizada pela Cia. Espaço em Branco e realizada na Casa Baka, a homenagem reuniu diversas personalidades da cena teatral da capital gaúcha para 8 horas de leituras dramáticas de seus textos.

## Fortuna Crítica
"A obra dramática de Zanotta tem-se caracterizado pela criatividade, pela provocação ao espectador, pela comicidade e ironia por vezes mordazes além de um amplo conhecimento da realidade brasileira."
— Antônio Hohlfeldt, publicado em 04 de junho de 1986 no Gazeta Mercantil Sul
"Em nossa terra tão afeita aos modos tão realistas de fazer literatura e arte, um ousado como ele cria o desconforto imprescindível para renovar o ar da sala."
— Luís Augusto Fischer, publicado em 04 de maio de 1997 no ABC Domingo
"Júlio Zanotta Vieira é um dos dramaturgos mais representativos do Rio Grande do Sul. Suas criações, no início da década de 1980, tornaram-se antológicas no teatro gaúcho."
— Luís Francisco Wasilewski, publicado em 04 de junho de 2010 no site Aplauso Brasil
"Júlio Zanotta foi sempre irrequieto e criativo. Tornou-se escritor, editor de suas próprias obras e assim acabou se tornando presidente da Câmara Rio-grandense do Livro. A instituição respirou novos ares e alçou-se a iniciativas múltiplas que são hoje sua marca."
— Antônio Hohlfeldti, publicado em 27 de setembro de 2013 no Jornal do Comércio
"Zanotta já tem lugar assegurado na história das artes cênicas da Capital. Foi ele quem, nas difíceis décadas da ditadura mais recente do País, ajudou a criar o grupo Ói Nóis Aqui Traveiz, escrevendo textos, dirigindo espetáculos, revisando espetáculos históricos em si mesmos, como a montagem de O café, única produção dramática de Mário de Andrade, num estreito, mas vibrante espaço na Ramiro Barcelos."
— Antônio Hohlfeldt, publicado em 22 de setembro de 2016 no Jornal do Comércio
"É impossível assistir a um espetáculo de Julio Zanotta e sair indiferente."
— Fábio Prikladnicki, publicado em 17 de outubro de 2019 no Zero Hora
"A dramaturgia de Julio Zanotta aproxima passado e presente, propondo distanciamentos e reflexões profundas, denunciando falsificações e propondo novos caminhos. Fiquei pensando: Julio Zanotta, um outro Qorpo Santo?"

— Antônio Hohlfeldt, publicado em 10 de novembro de 2022 no Jornal do Comércio
"A obra do dramaturgo é considerada exemplar no movimento de contestação no Brasil, por meio da linguagem teatral. Seus textos, voltados majoritariamente à sátira de estereótipos de gênero, exaltam a liberdade do corpo e a problematização de papéis sociais, com um discurso crítico e rebelde nas estratégias narrativas."

— Funarte, publicado em 22 de novembro de 2024 no site da Funarte

## Principais peças encenadas
| Ano  | Espetáculo                                                                                  | Crédito         |
| ---- | ------------------------------------------------------------------------------------------- | --------------- |
| 1978 | A Divina Proporção / A Felicidade Não Esperneia, Patati-Patatá                              | Texto e Direção |
| 1979 | A Libertação do Diretor-Presidente                                                          | Texto e Direção |
| 1980 | As Cinzas do General                                                                        | Texto e Direção |
| 1982 | Marília                                                                                     | Texto e Direção |
| 1986 | Nietzsche no Paraguai                                                                       | Texto           |
| 1988 | Proezas e Virtudes do Prudente Presidente que por um Olho chorava Leite e pelo outro Azeite | Texto e Direção |
| 2002 | Baudelaire                                                                                  | Texto e Direção |
| 2004 | Louco – A Lenda Negra de Saxon Frobenius                                                    | Texto e Direção |
| 2010 | Milkshakespeare                                                                             | Texto           |
| 2011 | Uma Fada no Freezer                                                                         | Texto           |
| 2012 | O Apocalipse Segundo Santo Ernesto de La Higuera                                            | Texto           |
| 2015 | A Guerra Civil de Gumercindo Saraiva                                                        | Texto e Direção |
| 2016 | Lua de Mel em Buenos Aires, A Mulher Crucificada, O Beijo da Besta                          | Texto           |
| 2016 | Ulisses no País das Maravilhas                                                              | Texto e Direção |
| 2019 | Um dia Sodoma, no outro Gomorra                                                             | Texto e Direção |

## Obras publicadas
| Ano  | Obra                                                                                               | Editora        | ISBN           |
| ---- | -------------------------------------------------------------------------------------------------- | -------------- | -------------- |
| 1995 | Louco                                                                                              | Ao Pé da Letra |                |
| 1996 | Teatro Lixo                                                                                        | Mercado Aberto |                |
| 1997 | E Nas Coxilhas Não Vai Nada?                                                                       | Ao Pé da Letra |                |
| 2012 | O Apocalipse Segundo Santo Ernesto de la Higuera                                                   | Palmarinca     |                |
| 2014 | A Ninfa Dragão                                                                                     | Scriptorium    |                |
| 2021 | Pisa Leve                                                                                          | Giostri        | 9786559271450  |
| 2021 | O Caralho Voador                                                                                   | Giostri        | 9786559271405  |
| 2022 | Milkshakespeare                                                                                    | Giostri        | 9786559271481  |
| 2022 | O Apocalipse segundo Santo Ernesto De La Higuera                                                   | Giostri        | 9786559271528  |
| 2022 | Baudelaire Nietzsche No Paraguay                                                                   | Giostri        | 9786559271573  |
| 2022 | Ulisses no país das Maravilhas Luiza Felpuda Que graça tem esfaquear o Travesseiro?                | Giostri        | I9786559271641 |
| 2022 | A Ninfa Dragão Sonho de Valsa                                                                      | Giostri        | 9786559271764  |
| 2022 | A Escola de Escritores Louco                                                                       | Giostri        | 9786559271993  |
| 2022 | O Homem Jaguar Pássaro Serpente Lua De Mel Em Buenos Aires A Mulher Crucificada - O Beijo Da Besta | Giostri        | 9786559272006  |
| 2022 | Para Atores Licenciosos e Diretores Libertinos 1                                                   | Giostri        | 9786559272280  |
| 2022 | Para Atores Licenciosos e Diretores Libertinos 2                                                   | Giostri        | 9786559272273  |
| 2022 | Teatro Cruel                                                                                       | Giostri        | 9786559272372  |

## Prêmios e indicações
| Ano  | Prêmio                | Categoria   | Indicado        | Resultado |
| ---- | --------------------- | ----------- | --------------- | --------- |
| 1969 | Prêmio Vivita Cartier | Literatura  | Pequeno         | Venceu    |
| 2003 | Prêmio Funarte        | Dramaturgia | Milkshakespeare | Venceu    |
| 2010 | Prêmio Açorianos      | Dramaturgia | Milkshakespeare | Indicado  |
| 2023 | Prêmio Açorianos      | Dramaturgia | Milkshakespeare | Venceu    |